# Мария Гонзага
Мария Гонзага (итал. Maria Gonzaga; 29 июля 1609, Мантуя, Мантуанское герцогство — 14 августа 1660, Порто-Мантовано, Мантуанское герцогство) — принцесса из дома Гонзага, дочь Франческо IV и II, герцога Мантуи и Монферрато. Жена Карла Гонзаги; в замужестве — наследная принцесса Мантуи и Монферрато, герцогиня Невера, Ретеля, Майенна и Эгильона. В 1637—1647 годах была регентом Мантуанского герцогства при несовершеннолетнем сыне Карле. В 1612 году, после смерти отца, наследовала ему в Монферратском герцогстве. Её право было поддержано родственниками по материнской линии, что наряду с борьбой между профранцузской и происпанской партиями за влияние в феодах дома Гонзага, привело к войне за мантуанское наследство. В источниках упоминается как герцогиня Монферрато и Мантуи и герцогиня Мантуи.

## Биография

### Семья и детство
Родилась 29 июля 1609 года в Мантуе в семье мантуанского и монферратского наследного принца Франческо Гонзаги и Маргариты Савойской, принцессы из Савойского дома. По отцовской линии приходилась внучкой мантуанскому и монферратскому герцогу Винченцо I Гонзаге и Элеоноре Медичи. По материнской линии была внучкой савойского герцога Карла Эммануила Великого и Каталины Микаэлы Австрийской. В ноябре 1611 года, вместе с родителями, Мария впервые посетила Монферратское герцогство и пробыла в Казале несколько месяцев, после чего вернулась в Мантую. В том же году родился её брат Лудовико, а в следующем году младшая сестра Элеонора, которая умерла вскоре после своего рождения. В феврале 1612 года отец Марии стал новым мантуанским герцогом под именем Франческо IV и монферратским герцогом под именем Франческо II. Но в декабре того же года он и брат принцессы заразились оспой и умерли. В Мантуанском герцогстве новым правителем стал брат её покойного отца, Фердинандо I Гонзага. Мария же должна была стать правительницей Монферратского герцогства, где наследование признавалось и по женской линии. Этим решил воспользоваться её дед по материнской линии. Карл Эммануил I думал женить на внучке одного из своих сыновей и таким образом присоединить Монферратское герцогство к владениям Савойского дома. Он потребовал от двора в Мантуе отпустить к нему овдовевшую дочь с внучкой. Фердинандо I позволил невестке вернуться к отцу в Турин, но племянницу оставил в Мантуе, поместив её в монастыре Святой Урсулы и доверив заботам тётки Маргариты Гонзаги, вдове феррарского и моденского герцога Альфонсо II д’Эсте. Когда Фердинандо I в очередной раз отказался удовлетворить просьбу савойского герцога и переслать к нему внучку, Карл Эммануил I вторгся в Монферратское герцогство. В конфликт пришлось вмешаться императору Священной Римской империи, принудившего стороны к заключению соглашения, которое полностью никто из них не соблюдал.

### Брак и потомство
Пока Мария росла в монастыре, родственники вели переговоры о её замужестве. Среди кандидатов в мужья принцессы были дядьки Марии по материнской линии Томас и Мауриций, брак с одним из которых предусматривал передачу Монферратского герцогства в её полное владение. Другим кандидатом, предложенным дядькой по отцовской линии, Фердинандо I Гонзага, был представитель неверской ветви дома Гонзага — Карл. Против брака с последним возражала мать принцессы. В октябре 1626 года новым мантуанским герцогом стал другой младший брат её покойного отца, Винченцо II Гонзаги, который решил расторгнуть свой бездетный брак с Изабеллой Гонзагой и жениться на племяннице. Его желание поддержала мать Марии, которая обратилась к римскому папе и испанскому королю с просьбой помочь мантуанскому герцогу с разводом. В декабре 1627 года Винченцо II Гонзага умер, не успев развестись и не оставив после себя наследника. С его смертью пресеклась прямая ветвь дома Гонзага, правившая Мантуей и Монферрато. На смертном одре герцог успел заключить брак племянницы с наследником неверского герцога.
25 декабря 1627 года в Мантуе состоялась церемония бракосочетания Марии и Карла Гонзаги (22.10.1609 — 30.08.1631), герцога Майенна и д’Эгильона. По слухам, принцесса согласилась выйти замуж только после того, как ей показали письмо матери с одобрением супружеского союза. В семье Карло и Марии родились двое детей:
- Элеонора (18.11.1628 — 6.12.1686), 30 апреля 1651 года в Винер-Нойштадте сочеталась браком с Фердинандом III (13.07.1608 — 2.04.1657), императором Священной Римской империи, королём Германии, Венгрии, Чехии, эрцгерцогом Австрии;
- Карл (3.10.1629 — 14.08.1665), 9-й герцог Мантуи и 7-й герцог Монферрато под именем Карла II, князь Священной Римской империи, 7 ноября 1649 года сочетался браком с Изабеллой Кларой Австрийской (12.08.1629 — 24.02.1685), эрцгерцогиней Австрии.

Наследником Винченцо II Гонзаги, согласно его завещанию, стал тесть Марии, неверский и ретельский герцог Карл I Гонзага, сторонник профранцузской партии. Сторонники происпанской партии выступили против его правления. Началась война за мантуанское наследство. Армия императора Фердинанда II вторглась на территорию Мантуанского герцогства и разграбила его столицу. Летом 1630 года Марии с детьми пришлось покинуть Мантую и отправиться к мужу и тестю в Папское государство, где те находились в изгнании. В июне 1631 года, после подписания мирного договора, они смогли вернуться обратно. Мария овдовела 30 августа того же года. 25 мая 1632 года скончался её деверь, младший брат покойного мужа, Фердинанд. Новым наследным принцем Мантуи и Монферрато стал сын Марии. И снова савойский герцог заявил о желании взять под своё покровительство племянницу с малолетним внучатым племянником. Но тесть Марии, мантуанский герцог, не хотел отпускать от себя невестку. Он решил жениться на ней, однако намерение Карла I Гонзаги не нашло понимания у римского папы Урбана VIII, который запретил этот брак.

### Регент
Вскоре после возвращения в Мантуанское герцогство к Марии присоединилась мать, Маргарита Савойская, присутствие которой вызвало неудовольствие у сторонников профранцузской партии при дворе в Мантуе. Под влиянием матери вдовствующая наследная принцесса, не поставив в известность герцога, представила в его совет документ, в котором заявила о правах на отцовское наследство — Монферратское герцогство. В августе 1633 года профранцузская партия, опираясь на поддержку французского короля Людовика XIII, добилась изгнания Маргариты Савойской из Мантуи. 21 сентября 1637 года умер тесть Марии. Новым герцогом под именем Карла II стал её несовершеннолетний сын, при котором Мария была поставлена регентом. Во время её регентства при дворе в Мантуе закрепилась происпанская партия. Во внешней политике ориентация Марии на союзнические отношения с домом Габсбургов имела под собой ряд оснований. Испанский король Филипп IV назначил её мать вице-королевой Португалии, а, недавно овдовевшая императрица Священной Римской империи, Элеонора Гонзага, с которой Мария росла и воспитывалась в монастыре Святой Урсулы, приходилась ей тёткой по отцовской линии. Последняя оказывала племяннице особое покровительство и содействовала заключению браков между её детьми и представителями имперской ветви дома Габсбургов.
Внутренняя политика Марии была нацелена на подавление профранцузской партии при дворе в Мантуе, члены которой подверглись репрессиям. Она восстановила власть дома Гонзага в Монферратском герцогстве, которое в начале её правления находилось под контролем Французского королевства. С 1638 года, опираясь на поддержку наместника Миланского герцогства, Мария требовала вывода французской армии с территории Монферратского герцогства. В октябре 1652 года гарнизону французов пришлось покинуть Казале, и в городе разместился гарнизон испанцев. За безопасность Мантуанского герцогства отвечал нанятый ею гарнизон венецианцев. Во время её правления улучшилась экономическая ситуация в обоих герцогствах. Мария выиграла суд и за феоды Неверской ветви дома Гонзага во Французском королевстве, которые должны были отойти её сыну после смерти тестя. Она судилась с золовками, Марией Луизой и Анной Марией. Разбирательство длилось с 1641 по 1651 год.
Воспитанная в монастыре, Мария поощряла церковное благочестие и оказывала покровительство церковным братствам. Во время её правления были основаны в 1641 году братство Коронованной Богоматери и в 1642 году братство Святого Карла, построены монастырь босых кармелитов в Мантуе и церковь Святого Антония у загородного дворца в Порто-Мантовано. В этом дворце она поселилась после того, как 30 ноября 1647 года передала правление совершеннолетнему сыну. Последние годы Марии были омрачены конфликтами с сыном из-за его распутного поведения. Незадолго до смерти она предприняла дипломатическую попытку вернуть дому Гонзага территории, которые были утрачены ими после войны за мантуанское наследство. Попытка была безуспешной. Мария Гонзага умерла в Порто-Мантовано 14 августа 1660 года и была похоронена в базилике Богоматери Милостивой в Куртатоне.